# Michael Ondaatje
Philip Michael Ondaatje (IPA: ɒnˈdɑːtʃiː) (1943. szeptember 12. –) Srí Lanka-i származású kanadai író, költő, leginkább a Man Booker-díjas Az angol beteg (The English Patient) című regényéről ismert, melyből a kilenc Oscar-díjjal jutalmazott azonos című film készült.

## Élete és művei
Michael Ondaatje 1943-ban Colombóban, Ceylonban (ma: Srí Lanka) született. Holland őse, Michael Jurie Ondaatje a 17. században a kormányzó orvosaként érkezett a szigetre. Ondaatje édesanyjával 1954-ben költözött Angliába. Kanadába 1962-ben települt át, és kapott állampolgárságot. 1970-ben Torontóban telepedett le, 1971 és 1988 között a helyi York University-n és a Glendon College-ban tanított angol irodalmat.
Feleségével, Linda Spalding íróval, akadémikussal közösen alapították és szerkesztik – több író barátjukkal együtt – a Brick című irodalmi folyóiratot.
A linearitást (időrendiséget) megbontó elbeszélői stílusát az 1992-ben publikált Az angol betegben fejlesztette tökélyre. Olyan narratív struktúrát dolgozott ki, melyben több szorosan egymáshoz kapcsolódó, részletesen kidolgozott pillanatfelvétel egymás mellé helyezése rajzolja ki a történetet.
Bár elsősorban elbeszélőként ismert, Ondaatje munkássága kiterjed a költészet és a film területére is. Tizenhárom verseskötete jelent meg, melyek közül kettő is elnyerte az egyik legnívósabb kanadai irodalmi díjat, a Governor General's Award-ot.
Egy regényét (Coming Through Slaughter) és egy verseskötetét (The Collected Works of Billy the Kid) is színpadra alkalmazták és számos alkalommal mutatták be Észak-Amerika szerte.
Ondaatje az 1960-as évek óta a befolyásos és független torontói Coach House Books kiadó munkájában is részt vesz költészeti szerkesztőként.
Michael Ondaatje eddigi öt regényével számos díjat nyert. Magyarul két könyve olvasható, a már említett Az angol beteg, melynek címszereplőjét a szerző a magyar Almásy Lászlóról mintázta, és a Srí Lanka-i témát földolgozó Anil és a csontváz (Anil's Ghost).

## Magyarul
- Az angol beteg; ford. M. Szász Anna, Szász Imre; Magyar Könyvklub–Európa, Bp., 1997
- Anil és a csontváz; ford. Greskovits Endre; Európa, Bp., 2000
- 100 misztikus és szent hely. Spirituális utazás a világ körül; Michael Ondaatje et al., ford. Tomori Gábor; Kossuth, Bp., 2013
- Divisadero; ford. Greskovits Endre; Cartaphilus, Bp., 2014